# Brisinga insularum
Brisinga insularum is een dertienarmige zeester uit de familie Brisingidae. De kleur is helder vermiljoen.
De wetenschappelijke naam van de soort werd in 1891 gepubliceerd door James Wood-Mason & Alfred William Alcock. Het materiaal waarop de beschrijving gebaseerd is, was opgedregd van een diepte van 1043 vadem (1907 meter) tijdens een tocht van het schip Investigator in 1890 en 1891, op onderzoeksstation 108 in de Laccadivenzee (7°4'N, 76°34'O).